# 20 tháng 4
Ngày 20 tháng 4 là ngày thứ 110 trong mỗi năm thường (ngày thứ 111 trong mỗi năm nhuận). Còn 255 ngày nữa trong năm.

## Sự kiện
- 888 – Hoàng thái đệ Lý Kiệt kế vị hoàng đế triều Đường, tức Đường Chiêu Tông, Vi Chiêu Độ tạm thời phụ chính.
- 1534 – Theo ủy thác của Quốc vương Pháp, Jacques Cartier căng buồm đi tìm hành lang phía tây để đến châu Á.
- 1792 – Pháp tuyên chiến với Áo, Phổ và Sardigna – khởi đầu cuộc Chiến tranh Cách mạng Pháp.
- 1836 – Quốc hội Hoa Kỳ thông qua một dự luật thành lập Lãnh thổ Wisconsin.
- 1862 – Louis Pasteur và Claude Bernard làm xong thử đầu tiên về cách khử trùng.
- 1902 – Pierre và Marie Curie lọc rađi chloride (vẫn chưa đến nguyên chất). Ông bà ấy tưởng là họ đã tách ra nguyên chất đó.
- 1918 – "Nam tước Đỏ" Manfred von Richthofen của Không quân Đức bắn hạ chiếc máy bay thứ 79 và 80, cũng là cuối cùng trong binh nghiệp của ông.
- 1926 – Western Electric và Warner Brothers quảng cáo Vitaphone, phương pháp cho để làm phim có tiếng.
- 1972 - Chiến tranh Việt Nam: quân và dân Quảng Bình bắn rơi một máy bay F4. Đây là chiếc máy bay Mỹ thứ 3.500 bị bắn rơi trên miền Bắc Việt Nam.
- 1972 – Tàu Apollo 16 đến Mặt Trăng.
- 1978 – Xô Viết bắn hạ máy bay chuyến 902 của hãng Korean Air Lines sau chiếc máy bay này vi phạm không phận Liên Xô.
- 1985 –  Vụ án mạng Braemar Hill ở Hồng Kông
- 1998 – Tổ chức khủng bố Phái Hồng quân tại Đức công bố việc tự giải tán sau 28 năm hoạt động.
- 1999 – Hai học sinh tuổi thiếu niên tiến hành thảm sát Trường Trung học Columbine tại bang Colorado, Hoa Kỳ, sau đó tự sát.
- 2010 – Giàn khoan bán tiềm thủy Deepwater Horizon phát nổ ở Vịnh Mexico, làm chết 12 công nhân và bắt đầu một vụ tràn dầu kéo dài sáu tháng.

## Sinh
- 1808 – Napoléon III của Pháp (m. 1873).
- 1833 – Nguyễn Phúc Hồng Phó, tước phong Thái Thạnh Quận vương, hoàng tử con vua Thiệu Trị nhà Nguyễn (m. 1890)
- 1889 – 
  - Adolf Hitler, nhà độc tài Đức (m. 1945).
  - Nhà thơ Tản Đà (m. 1931).
- 1890 – Adolf Schärf, binh sĩ, chính khách Áo, Tổng thống thứ sáu của Áo.
- 1914 – Max Wünsche, chỉ huy trung đoàn trong Waffen–SS trong Thế Chiến II Đức (m. 1995).
- 1919 - Trần Văn Trà, Thượng tướng Quân đội nhân dân Việt Nam (m. 1996).
- 1937 – George Takei, diễn viên người Mỹ.
- 1938 – Quỳnh Dao, nhà văn, nhà biên kịch nhà sản xuất phim người Đài Loan.
- 1945 – Thein Sein, tổng thống thứ 8 của Myanmar.
- 1949 – Jessica Lange, diễn viên người Mỹ.
- 1959 – James Wong, đạo diễn phim Hollywood.
- 1965 – Shimamiya Eiko, nữ ca sĩ Nhật Bản.
- 1972 – Lê Huỳnh Đức, cầu thủ bóng đá Việt Nam.
- 1976 – Shay Given, thủ môn bóng đá Ai–len.
- 1983 – 
  - Trường Giang, diễn viên, MC Việt Nam.
  - Miranda Kerr, người mẫu người Úc.
- 1990 – 
  - Lộc Hàm, ca sĩ, người mẫu, diễn viên, vũ công người Trung Quốc.
  - Cao Thái Hà, diễn viên người Việt Nam
- 1997 – Alexander Zverev, tay vợt người Đức.

## Mất
- 1314 – Giáo hoàng Clement V (s. 1264).
- 1881 – Nguyễn Thị Hạnh, phong hiệu Quý nhân, thứ phi của vua Minh Mạng nhà Nguyễn.
- 1947 – Christian X của Đan Mạch (s. 1870)
- 1969 - Vjekoslav Luburić, phát xít Croatia, nguyên quản lý hệ thống trại tập trung của Nhà nước Độc lập Croatia bị mật vụ Nam Tư ám sát (s. 1914)
- 1999 – Eric Harris và Dylan Klebold, thủ phạm về thảm sát trường trung học Columbine. Cũng chết: Cassie Bernall, Steven Curnow, Corey DePooter, Kelly Fleming, Matthew Ketcher, Daniel Mauser, Daniel Rohrbough, Dave Sanders, Rachel Scott, Isaiah Shoels, John Tomlin, Lauren Townsend và Kyle Velasquez
- 1999 – Rick Rude, đô vật WWE.
- 2001 – Giuseppe Sinopoli.
- 2018 – Avicii, DJ, nhạc sĩ người Thụy Điển.